# Castelnau-Montratier (Castelnau-Montratier)
Castelnau-Montratier (okzitanisch: Castèlnau de Montratièr) ist eine Ortschaft und eine Commune déléguée in der südfranzösischen Gemeinde Castelnau Montratier-Sainte Alauzie mit 1.721 Einwohnern (Stand: 1. Januar 2022)  im Département Lot in der Region Okzitanien. Die Einwohner werden Castelnaudais genannt.
Mit Wirkung vom 1. Januar 2017 wurden die Gemeinden Castelnau-Montratier und Sainte-Alauzie zu einer Commune nouvelle mit dem Namen Castelnau Montratier-Sainte Alauzie zusammengelegt, die seit dem 1. Januar 2024 Castelnau-Montratier heißt. Sie gehörte zum Arrondissement Cahors und zum Kanton Marches du Sud-Quercy.

## Lage
Castelnau-Montratier liegt am Ufer des Flusses Lupte in der alten Kulturlandschaft des Quercy, etwa 28 Kilometer nördlich von Montauban. Der Fluss Barguelonne durchquert das Gebiet der Commune déléguée. Umgeben wurde die Gemeinde Castelnau-Montratier von den Nachbargemeinden Sainte-Alauzie im Norden und Nordwesten, Pern im Nordosten, Flaugnac im Osten, Saint-Paul-de-Loubressac im Osten und Südosten, Montfermier im Südosten, Molières im Süden, Labarthe im Südwesten, Vazerac im Westen und Südwesten sowie Sauveterre im Westen.
Durch das Gebiet der Commune déléguée führt die frühere Route nationale 659.

## Bevölkerungsentwicklung
| Jahr                       | 1962 | 1968 | 1975 | 1982 | 1990 | 1999 | 2006 | 2012 |
| Einwohner                  | 1971 | 1922 | 1786 | 1782 | 1820 | 1844 | 1882 | 1858 |
| Quellen: Cassini und INSEE |      |      |      |      |      |      |      |      |

## Wirtschaft
Die Melonen und Weine werden als Appellation Coteaux-du-quercy produziert.

## Sehenswürdigkeiten
- Kirche Saint-Georges in Russac, seit 1925 Monument historique
- Kirche Saint-Martin
- Schloss Castelnau-Montratier, seit 1924 Monument historique
- Rathaus, seit 1971 Monument historique
- gallorömische Ruinen von Le Souquet
- Windmühle

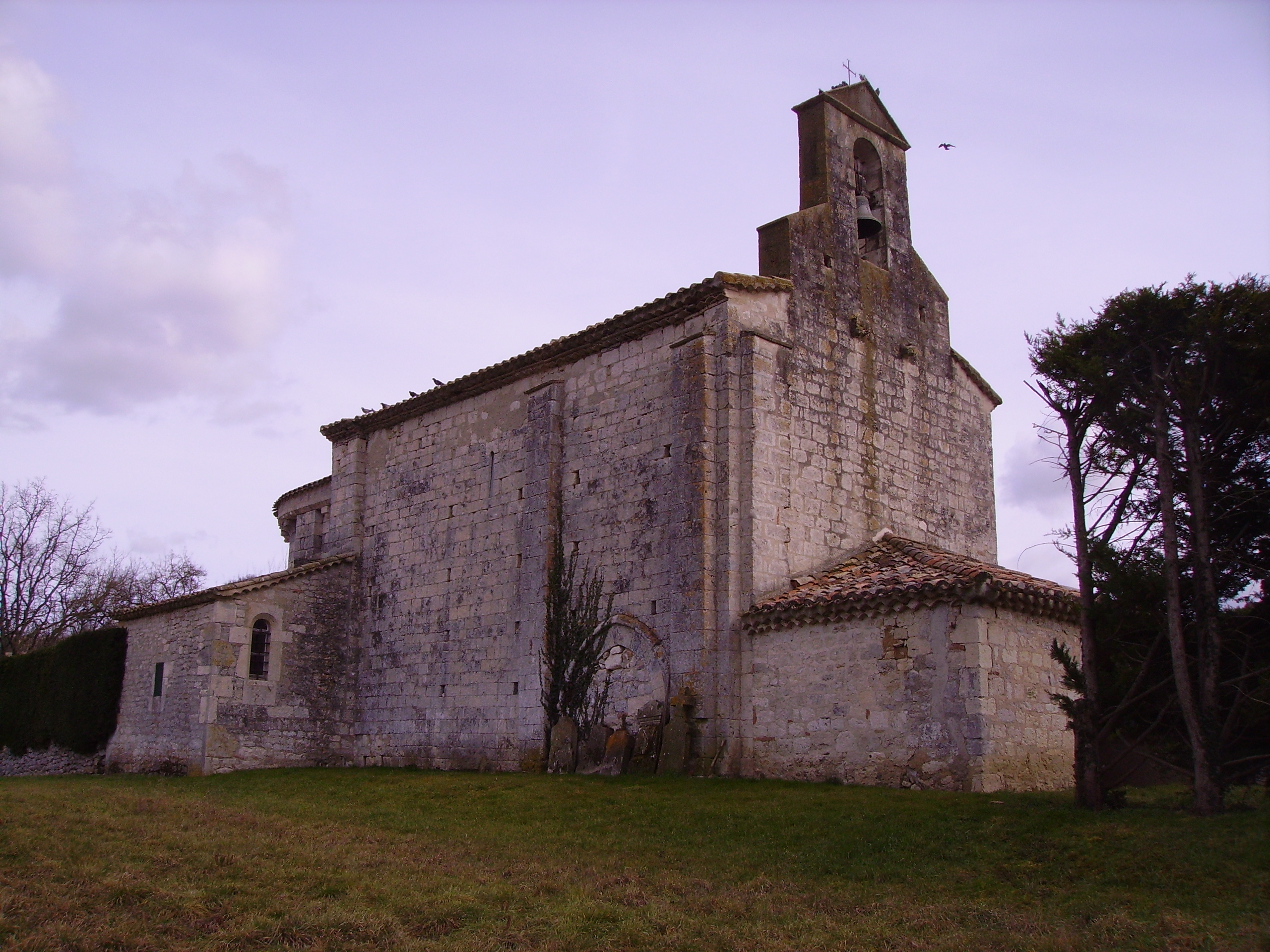
Kirche Saint-Martin
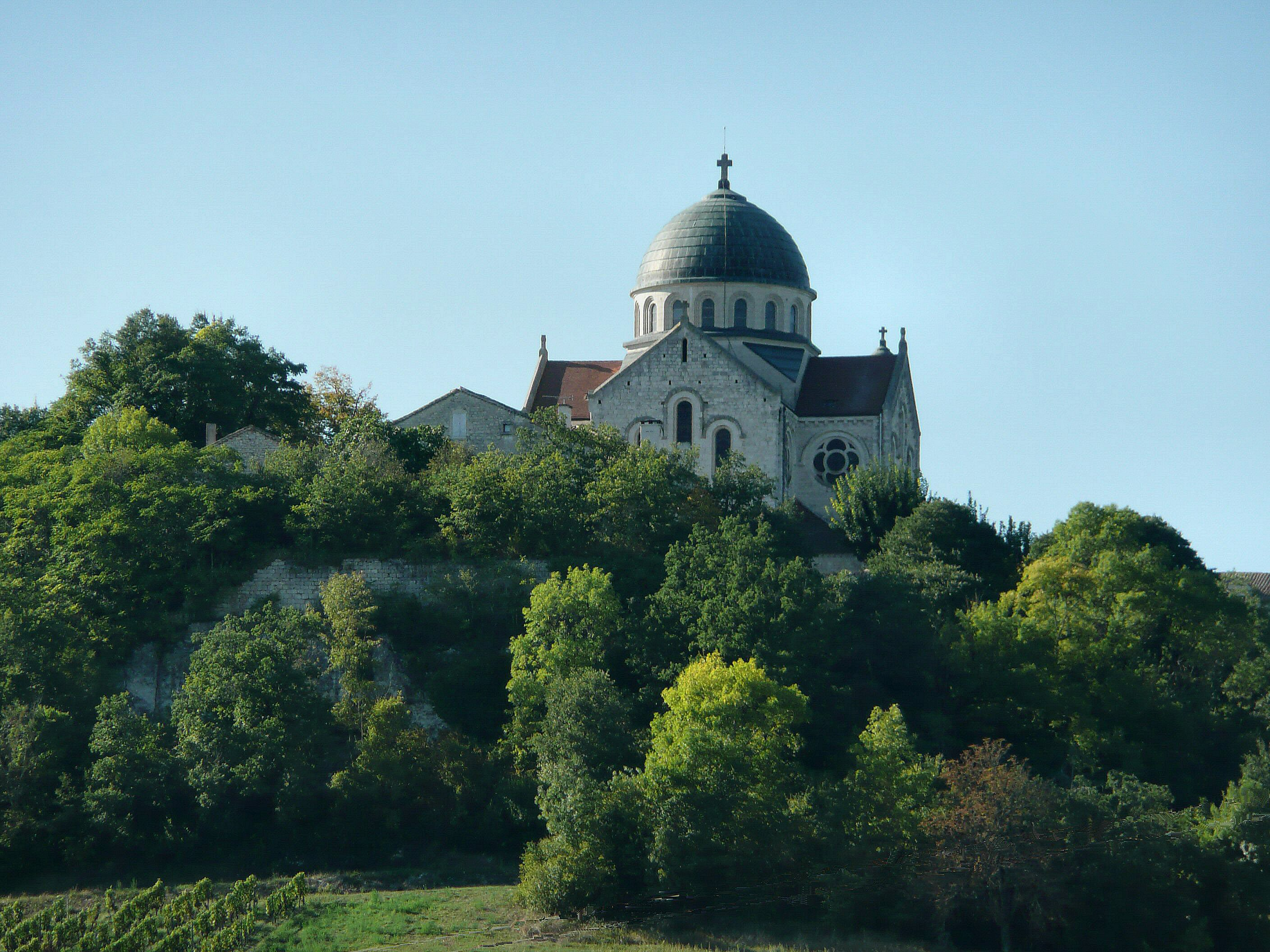
Kirche Saint-Martin
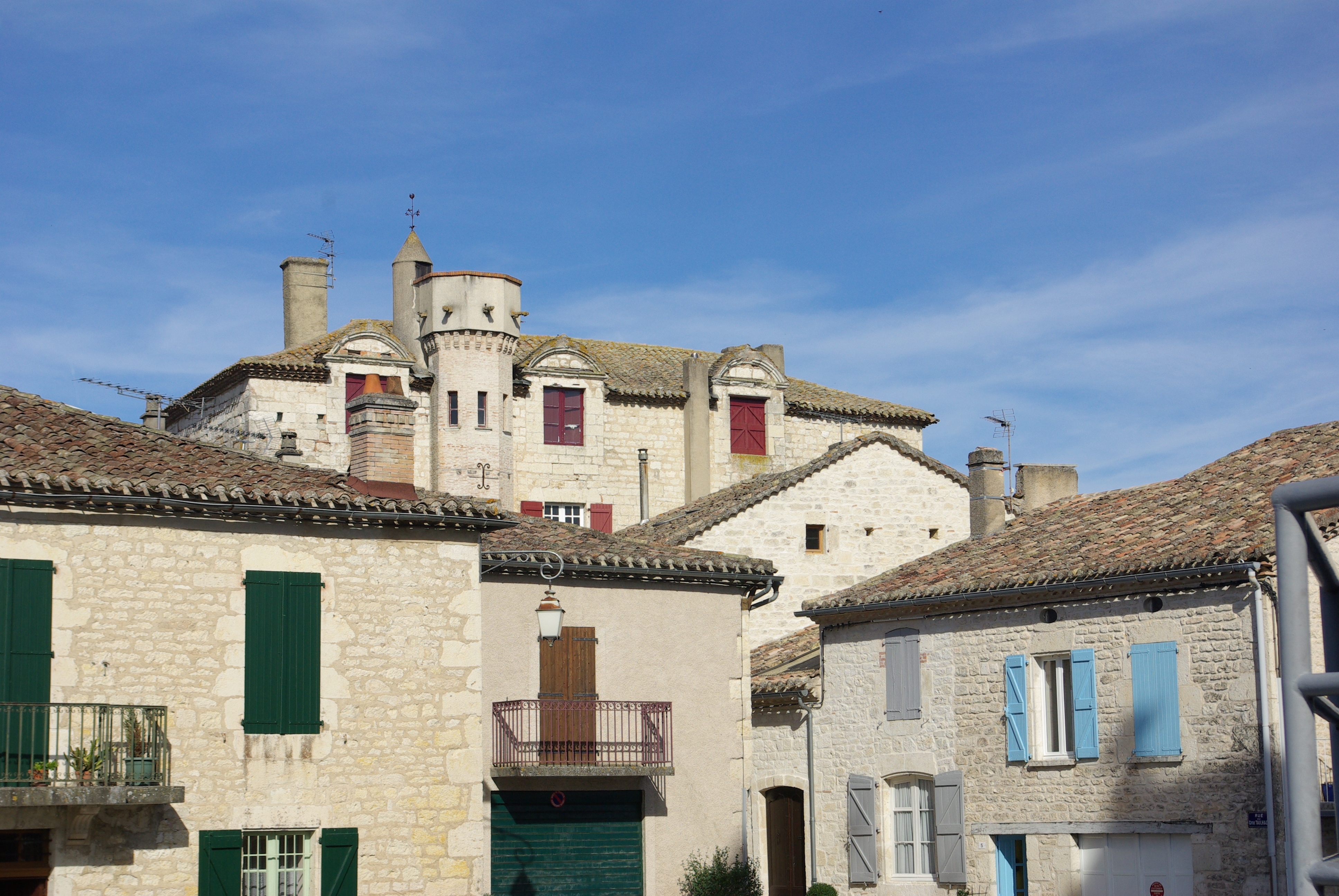
Schloss Castelnau-Montratier